# Museu do Antigo Oriente Próximo

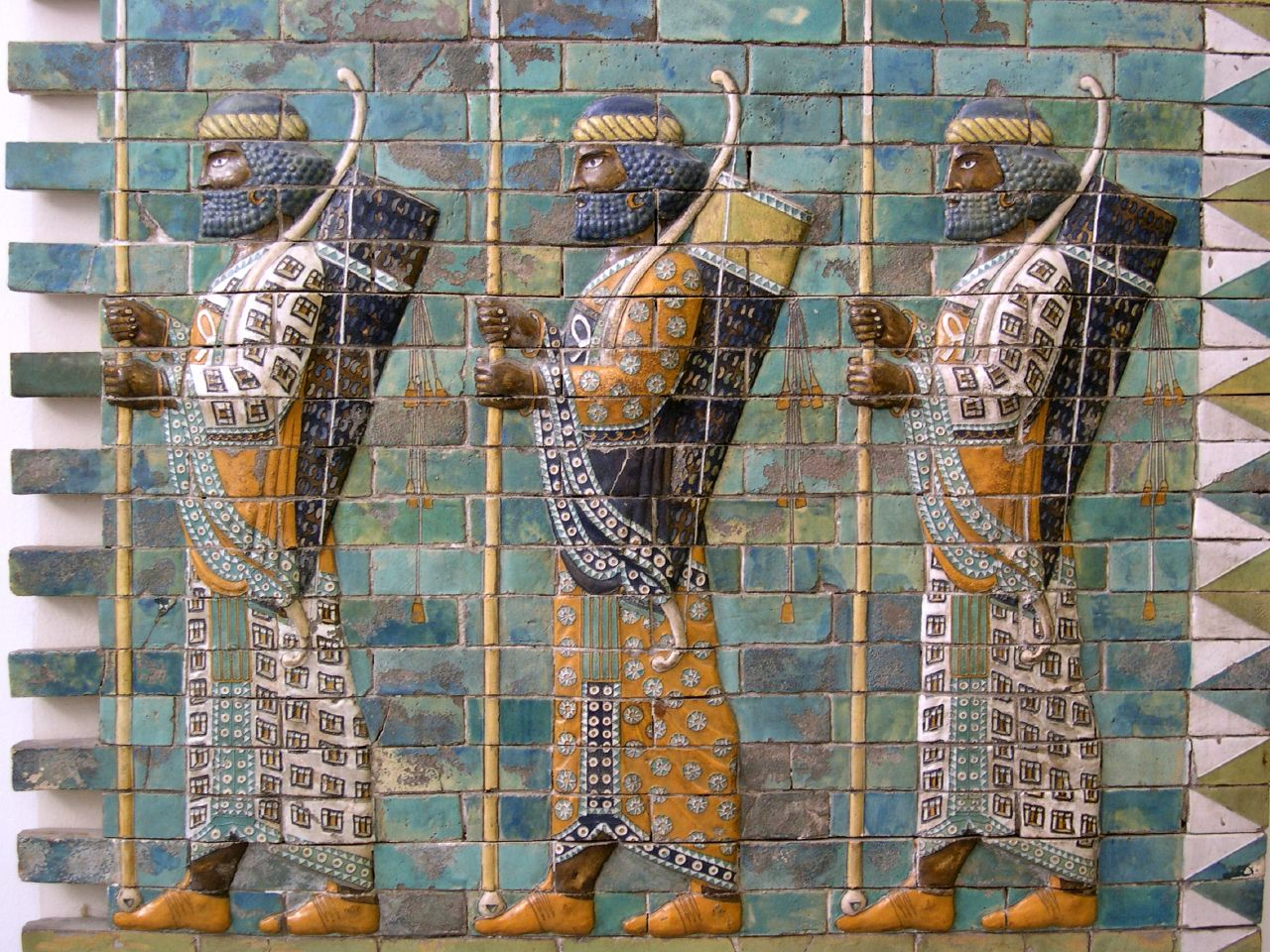
Detalhe de painel de tijolos esmaltados mostrando guerreiros aquemênidas

O Museu do Antigo Oriente Próximo (Vorderasiatisches Museum) é um museu de Berlim, na Alemanha, dedicado à cultura antiga do Oriente Próximo. Equipara-se ao Louvre e ao Museu Britânico na importância de sua coleção arqueológica, que cobre seis mil anos de história daquela região. Está instalado na ala sul do Museu de Pérgamo (Pergamonmuseum), e exibe em 14 salas exemplos de arquitetura, relevos e pequenos objetos oriundos das antigas Suméria, Babilônia, Assíria e Anatólia.

## História
A coleção berlinense está intimamente associada à evolução da ciência da Assiriologia e com os primeiros resultados positivos na decifração da escrita cuneiforme pelo linguista Georg Friedrich Grotefend. Tais avanços, junto com a fundação da Sociedade Alemã do Oriente (Deutsche Orient-Gesellschaft) em 1898, estimularam o interesse internacional pelas culturas da Babilônia e Assíria.
A partir da fundação da coleção em 1899 novas escavações alemãs trouxeram à luz muitas outras peças que enriqueceram o acervo original. Até 1929 os objetos estavam depositados no antigo Museu Cáiser Frederico (hoje o Museu Bode), quando foram transferidos para o Museu de Pérgamo, sendo exibidos ao público quando este museu abriu suas portas em 1930. 
Durante a II Guerra Mundial os itens instalados permanentemente no museu não foram removidos, e sofreram pouco, mas os objetos móveis foram confiscados pela União Soviética, só voltando para a Alemanha em 1958, cinco anos após a reorganização e abertura do Museu do Antigo Oriente Próximo.

## A coleção
Dentre as atrações principais do acervo estão as famosas Porta de Istar, a Via Processional e a fachada da sala do trono de Nabucodonosor II, com a reconstrução de parte dos edifícios em suas dimensões originais, com um efeito impactante. Outras peças importantes são o modelo da Torre de Babel, dedicada a Marduque, deus da Babilônia, e uma cópia do Código de Hamurabi.
Os inícios da escrita são documentados com achados de Uruque, na Suméria do IV milênio a.C., compostos de selos e tabuletas de argila. Também de Uruque são seções reconstruídas de templos monumentais do III milênio a.C.
Outras salas mostram relevos e fachadas do palácio assírio de Kalchu, do IX milênio a.C., e vasos, joalheria, ferramentas e esculturas mais recentes.

### Pesquisa
O Museu do Antigo Oriente Próximo mantém programas de escavações arqueológicas, a saber:
- Projeto Tel Halafe, dedicado ao restauro de artefatos inestimáveis remanescentes do Museu berlinense Te Halafe, que foi seriamente danificado na guerra, e inclui escavações no sítio arqueológico de Tell Halaf, na Síria, em parceria com outras instituições.

- Projeto Tell Knedig, de escavações na região de Habur, na Síria, onde já se conseguiu descobrir a estrutura de um vilarejo do século III a.C. e esclarecer aspectos ligados à topografia da Mesopotâmia superior na Idade do Bronze.

- Síria, que inclui o estudo dos resgates do Museu Tel Halafe e de outros achados realizados em expedições nas décadas de 70 e 80 na área do rio Eufrates e trazidos à Alemanha.